# Henning Rüdem
Henning Rüdem (auch: Rüden oder Rudenius; * um 1500; † um 1553) war ein deutscher Buchdrucker zur Zeit der Reformation. Als erster Unternehmer seiner Art betrieb er „in Hannover einen regelrechten Druckereibetrieb“.

## Leben
Bisher ließ sich Henning Rüdem erstmals 1537 in Wittenberg nachweisen aufgrund seiner dortigen „Händel“. Ab 1539 stand er in Wolfenbüttel im Dienst von Herzog Heinrich und druckte für diesen unter anderem Schmähschriften gegen dessen politische Gegner.
1543 wurde Rüdem von dem Reformator Antonius Corvinus nach Hildesheim geholt. Entweder noch ab demselben Jahr 1543 oder ab 1544 und bis 1549 war Henning Rüdem in Hannover tätig. In der dortigen Kramerstraße druckte er im Auftrag von Corvinus und anderen theologische und liturgische Werke. In der hannoverschen „Werkstatt“ Rüdems entstanden in dieser Zeit insgesamt 22 Drucke, darunter beispielsweise
- ein evangelisch-lutherisches „Ceremonien“-Buch für das Fürstentum Calenberg,
- 1544 die Christliche Kerckenordeninge der löffliken Stadt Hildesheim,
- 1546 Die fürnemeste Artickel unser Christlichen Religion in Christliche gesenge gebracht
- sowie das erste Gesangbuch der hannoverschen Kirche.[2]

In Hannover betrieb Rüdem zeitgleich auf dem dortigen „Hokenmarkt“ neben der Marktkirche einen „Bookladen“, von wo aus seine Druckwerke vor allem in die Stadt Hannover und das Calenberg-Göttinger Land vertrieben wurden.
Nachdem Rüdems Hauptauftraggeber Antonius Corvinus 1549 gefangengesetzt worden war, kehrte Henning Rüdem nach Wolfenbüttel zurück, wo er wieder in die Dienste Herzog Heinrichs trat.

## Weitere Schriften (Auswahl)
- Durch Erben von Henning Rüdem wurden in Wolfenbüttel etwa folgende Bücher gedruckt:
  - Johann Fabri: Der rechte Weg:|| Welche weg oder strass/ der glaubig || wandeln oder ghen soll/ das er komme zu der || ewigen rueg vnd friden/ Auss den worten des || Propheten Hieremie/ Standt auff die || strassen vnd sehent etc. ca.6.|| Geprediget.|| Durch D. Johan Fabri von || Hailbrun/ Thumprediger || zu Augspurg.|| … || Wolfenbüttel, 1554, F 163 im VD 16.
  - Hoffgerichts ordnung || des Durchleuchtigen Hochgebornen || Fuersten vnd Hern/ Hern Heinrichs || des Juengern Hertzogs zu Braun=||schweig vnd Luenenburg etc.|| Newlich geordnet vnd || auffgericht.|| Wolfenbüttel, 1556, B 7292 im VD 16.